# Гончаров, Герман Арсеньевич
Ге́рман Арсе́ньевич Гончаро́в (8 июля 1928 года, Тверь — 7 сентября 2009 года, Москва) — советский и российский учёный. Доктор физико-математических наук (1973), профессор (1995). Действительный член РАЕН (2000). Герой Социалистического Труда. Лауреат Ленинской премии.

## Биография
Герман Арсеньевич Гончаров родился 8 июля 1928 года в Твери в семье служащих.
С 1941 по 1943 годы  находился с семьёй в эвакуации в Куйбышевской области.
В 1946 году окончил среднюю школу в Калинине с золотой медалью и поступил в Московский государственный университет имени М. В. Ломоносова на механико-математический факультет, а в 1947 году был переведён на физико-технический факультет, который окончил в 1952 году. Практику проходил в Лаборатории № 3 Академии наук СССР (ныне Российский научный центр — Институт теоретической и экспериментальной физики).
В июне 1952 года Гончаров был распределён на работу в отдел экспериментальных ядерных реакторов КБ-11 в Арзамас-16 (ныне РФЯЦ-ВНИИЭФ, Саров, Нижегородская область) в должности старшего лаборанта, с сентября 1952 года — в должности инженера. В том же году Гончаров был командирован для работы в теоретический отдел КБ-11 (начальник отдела А. Д. Сахаров), где принимал участие в работах по расчётно-теоретическому обоснованию первого термоядерного заряда РДС-6с, испытанного на Семипалатинском полигоне 12 августа 1953 года. В сентябре 1953 года Гончаров был переведён на должность штатного сотрудника теоретического отдела.
Принимал участие в выборе конструкции, расчетно-теоретическом обосновании и испытании принципиально термоядерного заряда РДС-37, испытанного 22 ноября 1955 года. В 1958 году стал соавтором успешно испытанного и переданного в серийное производство термоядерного заряда, затем работал над всеми создаваемыми термоядерными зарядами. Является автором ряда технических решений и конструкций нескольких новых термоядерных зарядов, в том числе испытанного в 1961 году на Новоземельском полигоне сверхмощного термоядерного заряда.
В 1965 году предложил новое направление конструирования отечественных термоядерных зарядов мегатонного класса. Первое успешное испытание было проведено в 1966 году на Новоземельском полигоне. Это поколение зарядов было запущено в серийное производство и поставлено на вооружение СССР на ракетах сухопутного и морского базирования.
В 1967 году был назначен на должность начальника отдела теоретического отделения РФЯЦ-ВНИИЭФ.
Указом Президиума Верховного Совета СССР от 26 апреля 1971 года за большие заслуги в выполнении пятилетнего плана по выпуску специальной продукции, внедрение новой техники и передовой технологии Герману Арсеньевичу Гончарову присвоено звание Героя Социалистического Труда с вручением ордена Ленина и медали «Серп и Молот».
С 1960-х по 1990-е годы при участии и руководстве Гончарова наряду с другими разработками было создано новое поколение высокоэффективных термоядерных зарядов, испытанных в 1983 году, а также запущенных затем в серийное производство. Модификации по состоянию на 2011 год состоят на вооружении в составе ракетных комплексов стратегического и тактического назначения и более того, составляют основу сухопутных стратегических ядерных сип России.
С 1955 по 1983 годы Гончаров принимал участие в десяти воздушных и подземных ядерных испытаниях на Семипапатинском и Новоземельском полигонах, в большинстве из которых был заместителем руководителя испытаний по научным вопросам или членом Государственной комиссии.
С 2002 года работал на должности главного научного сотрудника Института теоретической и математической физики (ИТМФ) РФЯЦ-ВНИИЭФ. В последние годы занимался исследованием истории отечественной атомной отрасли.
Являлся ответственным составителем многотомного сборника архивных документов «Атомный проект СССР. Документы и материалы».
Герман Арсеньевич Гончаров умер 7 сентября 2009 года в Москве. Похоронен на Троекуровском кладбище.

## Труды
Автор свыше 550 научных отчётов, свыше 25 опубликованных в печати работ и 10 авторских свидетельств на изобретения.

## Награды
- Медаль «Серп и Молот»
- Орден Ленина (26.04.1971);
- Орден Трудового Красного Знамени (1956);
- Медаль «За доблестный труд. В ознаменование 100-летия со дня рождения В. И. Ленина» (1970);
- Медаль «Ветеран труда» (1985);
- Медаль «300 лет Российскому флоту» (1996).

Премии
- Ленинская премия (1962);
- Государственная премия Российской Федерации (2003).

Звания
- Заслуженный деятель науки Российской Федерации (1997);
- Нагрудный знак «Изобретатель СССР» (1985) — за внедрение изобретения, созданного после 20 августа 1973 года;
- Ветеран атомной энергетики и промышленности (1999);
- Почётный член Совета по ядерному оружию Федерального агентства по атомной энергии Российской Федерации.
- Почётный ветеран РФЯЦ-ВНИИЭФ (1996);
- Кандидат физико-математических наук (1964);
- Доктор физико-математических наук (1973), профессор (1995).
- Действительный член РАЕН (2000).